# Massimo Paci (sociologo)
Massimo Paci (Napoli, 27 luglio 1936) è un sociologo italiano.
È stato probabilmente uno dei più autorevoli studiosi italiani soprattutto in riferimento all'analisi del mercato del lavoro. I suoi studi pionieristici, a partire dal libro Mercato del lavoro e classi sociali (1972), hanno inaugurato un importante filone di ricerca nell'ambito della sociologia del mercato del lavoro e delle classi sociali in Italia.

## Biografia
Laureato in Giurisprudenza presso l'Università di Roma nel 1959 e diplomato presso l'Institut des Sciences Sociales du Travail dell'Università di Parigi nel 1961.

Tra il 1962 e il 1969 è stato ricercatore e poi direttore della Sezione sociologica dell'Istituto lombardo di studi economici e sociali (ILSES) di Milano.

Dal 1969 al 2001 è stato professore di Sociologia Economica presso l'Università di Ancona, dove è stato anche Preside della Facoltà di Economia tra il 1982 e il 1985.

Dal 2001 al gennaio 2009  è stato professore ordinario di Sociologia del Lavoro presso la Facoltà di Sociologia dell'Università La Sapienza di Roma, dove è stato anche Direttore del Dipartimento Innovazione e Società (DIeS), presso il quale coordina attualmente il “Seminario permanente sulle politiche sociali e formative”.

Dal 2010 è professore emerito di Sociologia Economica.

È stato “Harkness Fellow” presso l'Università della California - Berkeley negli a.a. 1965-66 e 1966-67; “Visiting Scholar” presso il Center for European Studies dell'Università Harvard  per l'a.a. 1980-81;  “Professeur Invité” presso la Fondation nationale des sciences politiques di Parigi nell'a.a. 1993-1994 (secondo semestre); “Research Fellow” presso l'Italian Institute for Advanced Studies della Columbia University di New York nell'aprile-giugno del 1997; “Professeur invité” presso la Fondation Maison des sciences de l'homme di Parigi nel febbraio-aprile del 2007.

È membro, dalla loro costituzione, della Associazione Italiana di Sociologia e di Academia Europæa.
Inoltre è membro dei comitati scientifici della “Politiche Sociali”, della “Rivista del diritto della sicurezza sociale”, di “Stato e Mercato”  e di “Scuola Democratica”.
Al di là della carriera accademica, è stato eletto Consigliere Regionale della Regione Marche (in carica dal 1982 al 1987). Ha poi ricoperto importanti incarichi istituzionali, in particolare dal febbraio 1999 all'ottobre 2002 è stato Presidente dell'Istituto Nazionale Previdenza Sociale (INPS).

## Opere
- “Immagini della società e coscienza di classe” (a cura di), Marsilio Editori, Padova, 1969
- “Mercato del lavoro e classi sociali”, il Mulino, Bologna, 1972
- “Capitalismo e classi sociali in Italia” (a cura di), Il Mulino, Bologna, 1978
- “Famiglia e mercato del lavoro in un'economia periferica” (a cura di), FrancoAngeli, Milano, 1979
- “La struttura sociale italiana”, Il Mulino, Bologna, 1982
- “Stato, mercato, occupazione: il doppio lavoro nell'area anconetana” (a cura di), Bologna, Il Mulino, 1985
- “Pubblico e privato nei moderni sistemi di welfare”, Liguori editore, Napoli, 1989
- “La sfida della cittadinanza sociale”, Edizioni Lavoro, Roma, 1990
- “Il mutamento della struttura sociale italiana”, Il Mulino, Bologna, 1992
- “Le premesse della sociologia”, Clua, Ancona, 1992
- “Gramsci e i classici della sociologia” (a cura di), Istituto Gramsci, Ancona, 1992
- “Le dimensioni della disuguaglianza” (a cura di), Il Mulino, Bologna, 1993
- “Il Welfare State” (insieme con A. Melone), Ediesse, Roma, 1997
- “Nuovi lavori, nuovo Welfare. Sicurezza e libertà nella società attiva”, Il Mulino, Bologna, 2005 (seconda edizione 2007)
- “Welfare locale e democrazia partecipativa” (a cura di), Il Mulino, Bologna, 2008
- “Welfare e promozione delle capacità” (a cura di; insieme con E. Pugliese), Il Mulino, Bologna, 2011
- "Lezioni di sociologia storica", Il Mulino, Bologna, 2013
- "Passaggi di stagione", Ediesse, Roma, 2015